# Benasque
Benasque è un comune spagnolo di 1 489 abitanti situato nella comunità autonoma dell'Aragona.
Il clima di Benasque è di alta montagna, con estati fresche e inverni freddi, con gelo e neve frequenti. La sua temperatura media annuale è di 9,4 gradi (a 1138 metri).